# Parti populaire libéral (Croatie)
Pour les articles homonymes, voir Parti populaire libéral.
Le Parti populaire libéral (Narodna liberalna stranka - NLS) est un parti politique croate qui fut créé en 1861 par transformation du Parti du peuple illyrien (Ilirska narodna stranka), qui avait été formé en 1841. 
Ivan Kukuljević Sakcinski, Josip Juraj Strossmayer et Ivan Mažuranić furent des membres influents du Parti populaire libéral, qui fut un parti politique important en Croatie pendant toute la deuxième du XIXe siècle.
En 1905, le parti rejoignit la coalition croato-serbe (Hrvatsko-srpska koalicija), avec le Parti du droit, les Indépendants et les Radicaux. Après la Seconde Guerre mondiale, la coalition cessa d'exister et le Parti populaire libéral ne fut pas reformé.
Le courant politique représenté par le Parti populaire libéral forma, en 1990, le Parti populaire croate.